# Ляйдерсбах
Ляйдерсбах (нім. Leidersbach) — громада в Німеччині, розташована в землі Баварія. Підпорядковується адміністративному округу Нижня Франконія. Входить до складу району Мільтенберг.
Площа — 19,81 км2. Населення становить 4727 ос. (станом на 31 грудня 2020).